# Nomophila triticalis
Nomophila triticalis là một loài bướm đêm trong họ Crambidae.